# Provincia di Manica
La provincia di Manica è una provincia del Mozambico centrale.

## Geografia fisica

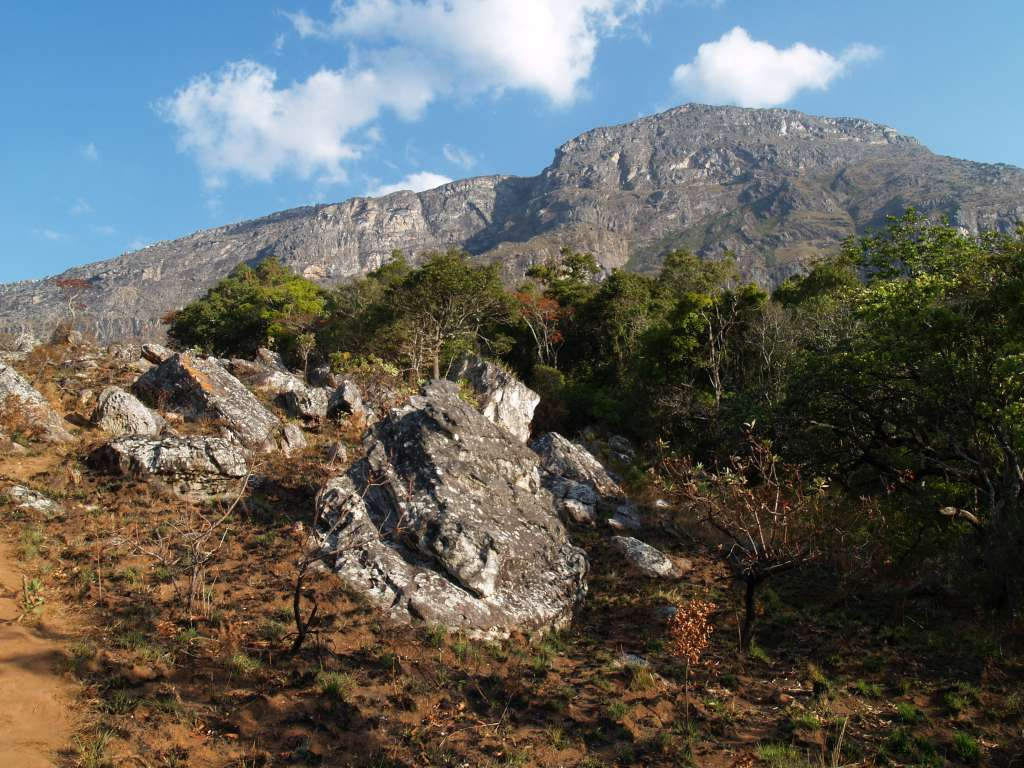
Il monte Binga

La provincia confina a nord e ovest con la provincia di Sofala, a sud con le province di Inhambane e Gaza e a ovest con lo Zimbabwe.
Il territorio si eleva gradualmente dalla pianura orientale ai monti Chimanimani, situati posti nell'area centro-occidentale, lungo il confine con lo Zimbabwe; a questa catena appartiene il monte Binga (2436 m), la più alta montagna del Mozambico. I fiumi scendono dai rilievi occidentali defluendo verso la valle dello Zambesi a nord e verso l'Oceano Indiano a oriente. I fiumi principali sono il Vundùzi, il Pùnguè, il Revùe e il Buzi. La diga di Chicamba Real, sul fiume Revuè, forma il lago artificiale di Chicamba.
L'area dei monti Chimanimani è protetta da un parco nazionale transnazionale che si estende dal Mozambico allo Zimbabwe. L'area protetta mozambicana copre 1752 km².
Il capoluogo è Chimoio (in passato nota come Vila Pery), situata al centro della provincia.